# 尼科斯·阿纳斯塔夏季斯
尼科斯·阿纳斯塔夏季斯（希臘語：Νίκος Αναστασιάδης，1946年9月27日—），塞浦路斯政治人物，自2013年以来担任塞浦路斯总统。此前，他是塞浦路斯中间偏右政党民主大会党的党首。大学就读于伦敦大学学院，攻读海商法。2012年以86.73%的选票击败对手伊伦尼·西奥察罗斯获总统提名。在2013年2月17日的第一轮选举中，他得到45%的选票，而另两位候选人斯塔夫罗斯·马拉斯获得了26.9%，乔治·利利卡拉斯获得了24.9%。第二轮，他获得57.48%的选票，当选总统。
1971年他和安德里·莫斯塔科蒂丝结婚，有2个女儿。